# ساق (أمان أباد)
ساق (بالفارسية: ساق) هي قرية تقع في إيران في قسم أمان أباد الريفي. يقدر عدد سكانها بـ 23 نسمة بحسب إحصاء 2016.